# Viskningar och rop
Viskningar och rop (bra: Gritos e Sussurros) é um filme sueco de 1972, um drama escrito e dirigido por Ingmar Bergman, e com direção de fotografia de Sven Nykvist. Diferente da maioria dos filmes de Bergman, Gritos e Sussurros utiliza muitas cores saturadas, principalmente o vermelho.
Em homenagem ao filme, a banda New Order (pioneiros da dance music na década de 1980), intitulou uma canção como "Cries and Whispers", no seu EP Everything's Gone Green.

## Sinopse
Conta a história de quatro mulheres: duas irmãs, Karin (Ingrid Thulin) e Maria (Liv Ullmann), que cuidam de uma outra irmã doente, Agnes (Harriet Andersson) , com a ajuda de Anna (Kari Sylwan), que cuida dos afazeres domésticos e possui uma relação de maior proximidade com Agnes, porém, aos poucos, algumas delas começam a sonhar e se lembrar de eventos traumáticos que revelam suas angústias, segredos e medos.

## Elenco
- Harriet Andersson .... Agnes
- Kari Sylwan .... Anna
- Ingrid Thulin .... Karin
- Liv Ullmann .... Maria
- Erland Josephson …  David, o médico
- Henning Moritzen …  Joakim, marido de Maria

## Principais prêmios e indicações
Oscar 1974 (EUA)
- Pelo seu trabalho nesse filme, Sven Nykvist recebeu o Oscar de melhor fotografia. O filme também foi indicado para os prêmios nas categorias de melhor figurino, melhor diretor, e melhor roteiro original. Incomum para um filme não-estadunidense, também foi indicado na categoria de melhor filme, e não para melhor filme estrangeiro.

BAFTA 1974 (Reino Unido)
- O filme foi indicado nas categorias de melhor atriz (Ingrid Thulin) e melhor fotografia.

Prêmio Bodil 1974 (Dinamarca)
- Venceu na categoria de melhor filme europeu.

Festival de Cannes 1973 (França)
- Recebu o Grande Prêmio Técnico.

Prêmio David di Donatello 1974 (Itália)
- Venceu na categoria de melhor diretor estrangeiro e as atrizes Harriet Andersson, Kari Sylwan, Ingrid Thulin e Liv Ullmann receberam um prêmio David especial.

Globo de Ouro 1973 (EUA)
- Foi indicado na categoria de melhor filme estrangeiro.